# France aux Jeux olympiques d'été de 2008
Pour sa 26e participation à des Jeux d'été, l'équipe de France olympique a remporté 43 médailles (7 d'or, 16 d'argent et 20 de bronze) aux Jeux olympiques d'été de 2008 à Pékin, se situant au 10e rang du tableau des médailles par nations. La délégation française, amenée par son porte-drapeau, le canoéiste Tony Estanguet, était composée de 323 athlètes (315 titulaires et 8 remplaçants). La Commission nationale du sport de haut niveau a validé la liste définitive le 28 juillet.

## Bilan général
La délégation française repart des Jeux de Pékin avec 43 médailles au total, soit dix de plus qu'aux J.O. d'Athènes en 2004. C'est le meilleur résultat depuis les Jeux olympiques de 1900 (101). Elle remporte sept médailles d'or, 16 médailles d'argent et 20 médailles de bronze, terminant à la dixième place des nations au tableau des médailles. L'objectif fixé par Bernard Laporte, secrétaire d'État aux sports, était d'une quarantaine de médailles afin de conserver la septième place du pays acquise au classement général des médailles lors de l'édition 2004. Au nombre de médailles, la France termine dixième, la Corée du Sud (31 médailles), le Japon (25) et l'Italie (28) terminant devant elle au bénéfice d'un plus grand nombre de médailles d'or. L'Allemagne compte autant de médailles que la France mais a remporté 16 titres.
Ce sont au total 71 athlètes français qui rentrent médaillés, contre 48 à Athènes en 2004 (22 en or, score gonflé par les handballeurs, 21 en argent, 28 en bronze). Les primes attribuées pour les médaillés sont : 50 000 € pour la médaille d'or, 20 000 € pour la médaille d'argent, 13 000 € pour la médaille de bronze.
Le cyclisme termine premier pourvoyeur de médailles (6), soit trois médailles de plus qu'en 2004. Le judo retrouve aussi des couleurs en passant d'une médaille à quatre, quoique sans titre. Pour la première fois depuis 1924, les boxeurs français étaient trois en demi-finale, et deux en finale pour la première fois depuis Berlin en 1936. La natation présente exactement le même bilan (1 or, trois argent, deux bronze), tandis que l'escrime recule de deux médailles dans un contexte d'internationalisation croissante (13 pays médaillés contre 10 à Athènes) bien que la France reprenne la première place dans la discipline devant l'Italie grâce à ses deux médailles d'argent. Le tir, le tir à l'arc et l'haltérophilie reviennent parmi les sports médaillés, tandis que l'athlétisme continue de se morfondre (deux médailles à Athènes, trois à Pékin, aucun des quatre relais qualifiés pour la finale).
| Place | Sport         | Médaille d'or, Jeux olympiques | Médaille d'argent, Jeux olympiques | Médaille de bronze, Jeux olympiques | Total | Rang pays |
| 1     | Cyclisme      | 2                              | 3                                  | 1                                   | 6     | 2e        |
| 2     | Escrime       | 2                              | 2                                  | 0                                   | 4     | 1er       |
| 3     | Natation      | 1                              | 2                                  | 3                                   | 6     | 9e        |
| 4     | Lutte         | 1                              | 0                                  | 2                                   | 3     | 5e        |
| 5     | Handball      | 1                              | 0                                  | 0                                   | 1     | 1er       |
| 6     | Judo          | 0                              | 2                                  | 2                                   | 4     | 11e       |
| 7     | Boxe          | 0                              | 2                                  | 1                                   | 3     | 11e       |
| 8     | Voile         | 0                              | 1                                  | 2                                   | 3     | 9e        |
| 8     | Athlétisme    | 0                              | 1                                  | 2                                   | 3     | 26e       |
| 10    | Canoë-Kayak   | 0                              | 1                                  | 1                                   | 2     | 11e       |
| 10    | Gymnastique   | 0                              | 1                                  | 1                                   | 2     | 9e        |
| 12    | Haltérophilie | 0                              | 1                                  | 0                                   | 1     | 9e        |
| 13    | Aviron        | 0                              | 0                                  | 2                                   | 2     | 19e       |
| 14    | Tir           | 0                              | 0                                  | 1                                   | 1     | 14e       |
| 14    | Tir à l'arc   | 0                              | 0                                  | 1                                   | 1     | 5e        |
| 14    | Taekwondo     | 0                              | 0                                  | 1                                   | 1     | 15e       |
| Total | Total         | 7                              | 16                                 | 20                                  | 43    | 10e       |

## Médaillés français

### Médailles d’or
| Sport              | Discipline                            | Sportifs | Performance     |
| Médailles d’or : 7 |                                       | |                 |
| BMX                | BMX (F)                               | Anne-Caroline Chausson | 35 s 976        |
| Escrime            | Épée par équipes (H)                  | Jérôme Jeannet Fabrice Jeannet Ullrich Robeiri | 45-29           |
| Escrime            | Sabre par équipes (H)                 | Nicolas Lopez Julien Pillet Boris Sanson | 45-37           |
| Handball           | Équipe de France de handball masculin | Daouda Karaboué Thierry Omeyer Joël Abati Cédric Burdet Jérôme Fernandez Guillaume Gille Nikola Karabatic Daniel Narcisse Cédric Paty Didier Dinart Bertrand Gille Christophe Kempé Luc Abalo Olivier Girault Michaël Guigou | 28-23           |
| Lutte              | Lutte GR 66 kg (H)                    | Steeve Guénot |                 |
| Natation           | 100 m nage libre (H)                  | Alain Bernard | 47 s 21         |
| VTT                | Cross-country VTT masculin            | Julien Absalon | 1 h 55 min 59 s |

### Médailles d’argent
| Sport                   | Discipline                    | Sportifs                                                     | Performance     |
| Médailles d’argent : 16 |                               |                                                              |                 |
| Athlétisme              | 3 000 m steeple (H)           | Mahiedine Mekhissi-Benabbad                                  | 8 min 10 s 49   |
| BMX                     | BMX (F)                       | Laëtitia Le Corguillé                                        | 38 s 042        |
| Boxe                    | moins de 57 kg                | Khedafi Djelkhir                                             |                 |
| Boxe                    | moins de 60 kg                | Daouda Sow                                                   |                 |
| Canoë-kayak             | Kayak K1 slalom (H)           | Fabien Lefèvre                                               | 173,30          |
| Cyclisme sur piste      | Piste Vitesse par équipes (H) | Grégory Baugé Kévin Sireau Arnaud Tournant                   | 43 s 651        |
| Escrime                 | Épée (H)                      | Fabrice Jeannet                                              | 9-15            |
| Escrime                 | Sabre (H)                     | Nicolas Lopez                                                | 9-15            |
| Gymnastique artistique  | Saut de cheval (H)            | Thomas Bouhail                                               | 16,537          |
| Haltérophilie           | Moins de 69 kg (H)            | Vencelas Dabaya                                              | 338 kg          |
| Judo                    | Moins de 66 kg (H)            | Benjamin Darbelet                                            |                 |
| Judo                    | Moins de 63 kg (F)            | Lucie Décosse                                                |                 |
| Natation                | 4 × 100 m NL (H)              | Amaury Leveaux Fabien Gilot Frédérick Bousquet Alain Bernard | 3 min 08 s 32   |
| Natation                | 50 m NL (H)                   | Amaury Leveaux                                               | 21 s 45         |
| Voile                   | Planche à voile (H)           | Julien Bontemps                                              | 53.000          |
| VTT                     | VTT (H)                       | Jean-Christophe Péraud                                       | 1 h 57 min 06 s |

### Médailles de bronze
| Sport                    | Discipline                        | Sportifs                                                          | Performance     |
| Médailles de bronze : 20 |                                   |                                                                   |                 |
| Athlétisme               | 1500 mètres (H)                   | Mehdi Baala                                                       | 3 min 34 s 21   |
| Athlétisme               | Lancer du Marteau (F)             | Manuela Montebrun                                                 | 72,54 m         |
| Aviron                   | Quatre de pointe sans barreur (H) | Germain Chardin Julien Desprès Dorian Mortelette Benjamin Rondeau | 6 min 09 s 31   |
| Aviron                   | Quatre de couple (H)              | Julien Bahain Cédric Berrest Jonathan Coeffic Pierre-Jean Peltier | 5 min 44 s 34   |
| Boxe                     | Moins de 64 kg (H)                | Alexis Vastine                                                    |                 |
| Canoë-kayak              | Kayak K2 500 m course en ligne    | Marie Delattre Anne-Laure Viard                                   | 1 min 42 s 128  |
| Cyclisme sur piste       | Vitesse sur piste                 | Mickaël Bourgain                                                  | 10 s 560        |
| Gymnastique artistique   | Général individuel (H)            | Benoît Caranobe                                                   | 91,925          |
| Judo                     | Moins de 78 kg (F)                | Stéphanie Possamaï                                                |                 |
| Judo                     | Plus de 100 kg (H)                | Teddy Riner                                                       |                 |
| Lutte                    | Lutte GR 74 kg                    | Christophe Guénot                                                 |                 |
| Lutte                    | Lutte GR 120 kg                   | Yannick Szczepaniak                                               |                 |
| Natation                 | 50 m NL (H)                       | Alain Bernard                                                     | 21 s 49         |
| Natation                 | 100 m brasse (H)                  | Hugues Duboscq                                                    | 59 s 37         |
| Natation                 | 200 m brasse (H)                  | Hugues Duboscq                                                    | 2 min 08 s 94   |
| Taekwondo                | Moins de 67 kg (F)                | Gwladys Épangue                                                   |                 |
| Tir                      | Skeet olympique (H)               | Anthony Terras                                                    | 144 points (+3) |
| Tir à l'arc              | Par équipes (F)                   | Bérengère Schuh Virginie Arnold Sophie Dodémont                   | 203 points      |
| Voile                    | Finn (H)                          | Guillaume Florent                                                 |                 |
| Voile                    | 470 (H)                           | Nicolas Charbonnier Olivier Bausset                               |                 |

## Engagés français par sport

### Athlétisme

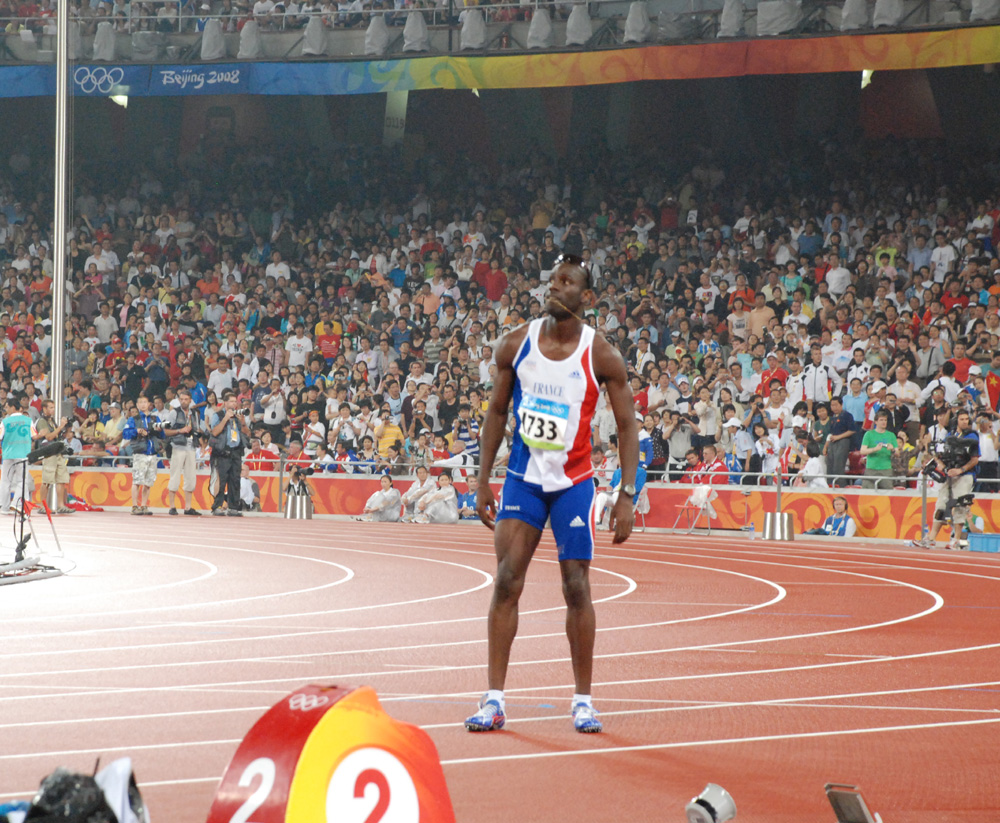
Leslie Djhone à l'arrivée du 400 m des Jeux Olympiques de Pékin où il se classe 5e.

La liste des athlètes sélectionnés pour les Jeux de Pékin est annoncée par la Fédération française d'athlétisme le 28 juillet 2008 après les Championnats de France d'Albi. Elle comprend au total 53 athlètes : 35 qualifiés en individuel et 18 retenus dans les collectifs relais. Les athlètes individuels ont obtenu leur qualification en ayant réalisé les minima olympiques fixés par l'IAAF, ou pour certains par leurs performances durant l'année 2007. Parmi les athlètes n'ayant pas réussi à obtenir leur billet, figure l'heptathlonienne Eunice Barber qui échoue à 18 cm des minima lors des championnats de France.
Mahiedine Mekhissi-Benabbad devient vice-champion olympique du 3 000 m steeple, Mehdi Baala avait terminé 4e mais à la suite du déclassement du champion olympique Rachid Ramzi il obtient la médaille de bronze. Manuela Montebrun avait terminé 5e mais à la suite du déclassement de la championne olympique Aksana Miankova et de la 4e Darya Pchelnik elle obtient la médaille de bronze.
Huit athlètes obtiennent une place en finale, soit un de moins qu'à Athènes. Avant le début des jeux, Franck Chevalier, directeur technique national de l'athlétisme français, avait fixé un objectif de médailles compris entre deux et quatre. La France avait obtenu deux médailles de bronze lors des Jeux olympiques de 2004 à Athènes (400 mètres haies et relais 4 × 100 mètres féminin).
| Athlètes                                                             | Discipline       | Résultat                                   |
| -------------------------------------------------------------------- | ---------------- | ------------------------------------------ |
| Mehdi Baala                                                          | 1 500            | Médaillé de bronze · (3 min 34 s 21)       |
| Romain Barras                                                        | Décathlon        | 5e place (8 253 pts)                       |
| Jérôme Clavier                                                       | Saut à la perche | 7e place (5,60 m)                          |
| Samuel Coco-Viloin                                                   | 110 m haies      | éliminé en demi-finale (8e en 13 s 65)     |
| Yohann Diniz                                                         | 50 km marche     | abandon sur blessure après 32 km           |
| Leslie Djhone                                                        | 400 m            | 5e en finale (45 s 11)                     |
| Ladji Doucouré                                                       | 110 m haies      | 4e en finale (13 s 24)                     |
| Colomba Fofana                                                       | Triple saut      | éliminé en qualifications                  |
| Mickael Hanany                                                       | Saut en hauteur  | éliminé en qualifications                  |
| Martial Mbandjock                                                    | 100 m            | éliminé en demi-finale (10 s 18)           |
| Mahiedine Mekhissi-Benabbad                                          | 3 000 m steeple  | Médaillé d'argent · (8 min 10 s 49)        |
| Romain Mesnil                                                        | Saut à la perche | éliminé en qualifications                  |
| Simon Munyutu                                                        | Marathon         | 57e (2 h 25 min 50 s)                      |
| Yves Niaré                                                           | Lancer du poids  | éliminé en séries (19,73 m)                |
| Ronald Pognon                                                        | 100 m            | éliminé en quart de finale (6e en 10 s 21) |
| Eddy Riva                                                            | 50 km marche     | 28e (4 h 00 min 49 s)                      |
| Salim Sdiri                                                          | Saut en longueur | éliminé lors des qualifications            |
| Bouabdellah Tahri                                                    | 3 000 m steeple  | 5e de la finale (8 min 14 s 79)            |
| Vincent Zouaoui-Dandrieux                                            | 3 000 m steeple  | éliminé en séries                          |
| Yannick Lesourd Martial Mbandjock Manuel Reynaert Samuel Coco-Viloin | 4 × 100 m        | éliminé en séries (6e en 39 s 53)          |
| Richard Maunier Ydrissa M'Barke Brice Panel Teddy Venel              | 4 × 400 m        | éliminé en séries                          |

| Athlètes                                                                          | Discipline        | Résultat                                  |
| --------------------------------------------------------------------------------- | ----------------- | ----------------------------------------- |
| Christine Arron                                                                   | 100 m             | éliminée en quart de finale               |
| Vanessa Boslak                                                                    | Saut à la perche  | 9e de la finale (4,55 m)                  |
| Marion Buisson                                                                    | Saut à la perche  | éliminée lors des qualifications (4,15 m) |
| Marie Collonvillé                                                                 | Heptathlon        | 13e place finale                          |
| Christelle Daunay                                                                 | Marathon          | 20e (2 h 31 min 48 s)                     |
| Sophie Duarte                                                                     | 3 000 m steeple   | éliminée en séries                        |
| Stéphanie Falzon                                                                  | Lancer du marteau | éliminée en qualifications                |
| Élodie Guégan                                                                     | 800 m             | éliminée en demi-finale (abandon)         |
| Muriel Hurtis                                                                     | 200 m             | éliminée en demi-finale                   |
| Manuela Montebrun                                                                 | Lancer du marteau | Médaillé de bronze · (72,54 m)            |
| Antoinette Nana-Djimou                                                            | Heptathlon        | 19e place finale                          |
| Teresa Nzola Meso Ba                                                              | Triple saut       | éliminée en qualifications (14,11 m)      |
| Reina-Flor Okori                                                                  | 100 m haies       | éliminée en demi-finale (6e en 13 s 05)   |
| Amélie Perrin                                                                     | Lancer du marteau | éliminée en qualifications                |
| Mélina Robert-Michon                                                              | Lancer du disque  | 8e de la finale (60,66 m)                 |
| Mélanie Skotnik                                                                   | Saut en hauteur   | éliminée en qualifications                |
| Muriel Hurtis Ayodele Ikuesan Lina Jacques-Sébastien Carima Louami Myriam Soumaré | 4 × 100 m         | disqualifié en séries (perte du témoin)   |
| Phara Anacharsis Solen Désert Virginie Michanol Thélia Sigère                     | 4 × 400 m         | éliminé en séries                         |

### Aviron
Huit embarcations françaises obtiennent le billet qualificatif pour les Jeux, soit deux de plus qu'aux Jeux olympiques de 2004. Les rameurs français obtiennent deux médailles de bronze, en quatre de couple et en quatre de pointe sans barreur.
| Sportifs                                                               | Discipline                                  | Résultat                      |
| ---------------------------------------------------------------------- | ------------------------------------------- | ----------------------------- |
| Julien Bahain Cédric Berrest Jonathan Coeffic Pierre-Jean Peltier      | Quatre de couple H                          | Médaillés de bronze           |
| Frédéric Dufour Maxime Goisset                                         | Deux de couple poids léger H                | 5e des demi-finales, éliminés |
| Adrien Hardy Jean-Baptiste Macquet                                     | Deux de couple H                            | 5e de la finale               |
| Laurent Cadot Erwan Peron                                              | Deux sans barreur H                         | 5e des demi-finales, éliminés |
| Germain Chardin Julien Desprès Dorian Mortelette Benjamin Rondeau      | Quatre de pointe sans barreur H             | Médaillés de bronze           |
| Jean-Christophe Bette Franck Solforosi Guillaume Raineau Fabien Tillet | Quatre de pointe sans barreur poids léger H | 4e de la finale               |
| Jean-David Bernard Benjamin Lang Jérémy Pouge                          | Remplaçants                                 | -                             |
| Sophie Balmary                                                         | Skiff F                                     | 6e des demi-finales, éliminée |
| Stéphanie Dechand Inène Pascal                                         | Deux sans barreuse F                        | Repêchages, éliminées         |

### Badminton
| Athlète           | Discipline       | Résultat                     |
| ----------------- | ---------------- | ---------------------------- |
| Pi Hongyan        | Simple dames     | éliminée en quarts de finale |
| Erwin Kehlhoffner | Simple messieurs | éliminé en 1/16 de finale    |

### Basket-ball
- Hommes
  - L'équipe de France masculine ne participe pas aux Jeux olympiques à la suite de son élimination en 1/4 de finale des Championnats d'Europe 2007.
- Femmes
  - L'équipe de France féminine ne participe pas aux Jeux olympiques à la suite de son élimination en 1/4 de finale des Championnats d'Europe 2007.

### Boxe
Neuf boxeurs français obtiennent leur billet qualificatif pour les Jeux de Pékin. Nordine Oubaali, Alexis Vastine et John M'Bumba sont qualifiés grâce à leurs médailles obtenues lors des Championnats du monde de boxe amateur 2007 à Chicago. Les autres boxeurs sont sélectionnés au vu de leurs performances réalisées lors des deux tournois de qualification olympique disputés en 2008.
À Pékin, la France obtient son meilleur résultat lors de Jeux olympiques en remportant trois médailles au total. Khedafi Djelkhir et Daouda Sow remportent la médaille d'argent alors qu'Alexis Vastine s'adjuge la médaille de bronze.
| Nom                  | Catégorie      | Résultat                   |
| -------------------- | -------------- | -------------------------- |
| Nordine Oubaali      | moins de 48 kg | éliminé en 1/8 de finale   |
| Jérome Thomas        | moins de 51 kg | éliminé en 1/16 de finale  |
| Ali Hallab           | moins de 54 kg | éliminé en 1/16 de finale  |
| Khedafi Djelkhir     | moins de 57 kg | Médaillé d'argent          |
| Daouda Sow           | moins de 60 kg | Médaillé d'argent          |
| Alexis Vastine       | moins de 64 kg | Médaillé de bronze         |
| Jaoid Chiguer        | moins de 69 kg | éliminé en 1/16 de finale  |
| Jean-Mickaël Raymond | moins de 75 kg | éliminé en 1/16 de finale  |
| John M'Bumba         | moins de 91 kg | éliminé en quart de finale |

### Canoë-kayak

#### Slalom

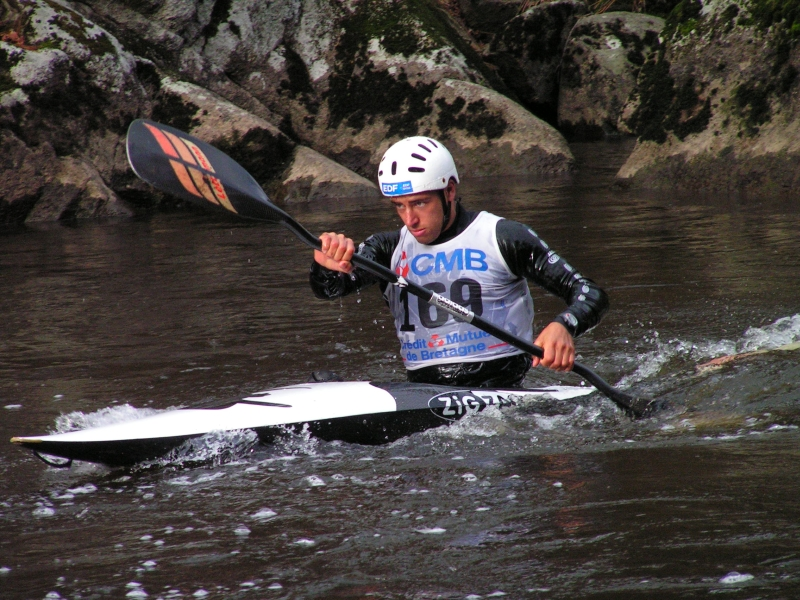
Fabien Lefèvre obtient sa deuxième médaille olympique (l'argent) en slalom

Les quotas en slalom sont cette année exceptionnellement réduits. Il n'y a qu'un seul bateau sélectionné par catégorie (K1H, K1D, C1, C2). Pour sélectionner les bateaux qui représenteront la France à Pékin, une compétition a été organisée par la Fédération française sur le bassin de Seu d'Urgell du 29 mars au 1er avril. Trois courses avaient lieu et un classement final donnait les sélectionnés. Sébastien Combot (Champion du monde en K1H en titre) et Tony Estanguet (médaillé aux Championnats du monde 2006 et 2007) partaient avec un bonus équivalent à une course gagnée. Tony Estanguet a obtenu son billet dès la seconde course grâce à ce bonus. Pour les trois autres catégories, il a fallu attendre la dernière course.
La France ne remporte qu'une seule médaille en slalom lors des Jeux de Pékin. Fabien Lefèvre décroche en effet la médaille d'argent du kayak individuel, quatre ans après le bronze obtenu lors des Jeux d'Athènes. Tony Estanguet, porte-drapeau de l'équipe de France, est éliminé au stade des demi-finales. Il ne réussit pas son pari de remporter un troisième titre consécutif.
| Nom                           | Discipline | Résultat                     |
| ----------------------------- | ---------- | ---------------------------- |
| Tony Estanguet                | C1         | 9e des demi-finales, éliminé |
| Fabien Lefèvre                | K1         | Médaillé d'argent            |
| Cédric Forgit et Martin Braud | C2         | 4e de la finale              |
| Émilie Fer                    | K1         | 7e de la finale              |

#### Course en ligne

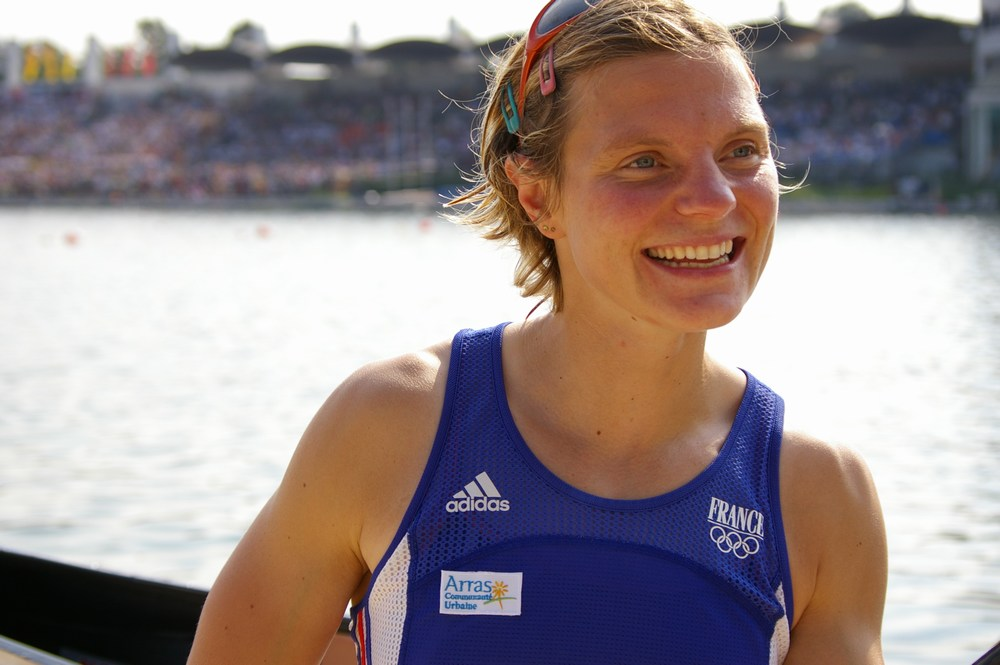
Marie Delattre, médaillée de bronze de course en ligne en K2 sur 500 m avec Anne-Laure Viard

À la suite des championnats du monde 2007, quatre Français ont obtenu leur billet pour les Jeux de Pékin 2008. Il s'agit de Philippe Colin et Cyrille Carré en K2 1 000 m, ainsi qu'Anne-Laure Viard et Marie Delattre en K2 500 m. Trois quotas supplémentaires ont été obtenus lors des championnats d'Europe 2008 qui avaient lieu du 15 au 18 mai à Milan. 10 bateaux français étaient présents. Sur ces 10, 9 ont accédé aux finales A. Mathieu Goubel en terminant champion d'Europe en C1 1 000 m et 6e en C1 500 m obtient un billet. De même Sébastien Jouve et Vincent Lecrubier avec leur 4e place en K2 500 m sont qualifiés pour Pékin. Enfin trois derniers quotas ont été donnés par la Fédération internationale de canoë. Le premier est obtenu par Arnaud Hybois grâce à sa 6e place en K1 500 m lors de ces mêmes championnats d'Europe. Il a en effet été sélectionné avec l'aide des quotas continentaux. Les deux autres l'ont été par le canoë biplace William Tchamba et Bertrand Hemonic là aussi grâce à leur performance aux championnats d'Europe.
A Pékin, la France remporte sa première médaille en course en ligne depuis les Jeux olympiques d'été de 1992. Marie Delattre et Anne-Laure Viard décrochent la médaille de bronze du K2 500m.
| Athlète                           | Discipline         | Résultat                                                |
| --------------------------------- | ------------------ | ------------------------------------------------------- |
| Mathieu Goubel                    | C1 500m C1 1 000 m | 4e de la finale 7e de la finale                         |
| William Tchamba Bertrand Hémonic  | C2 500m C2 1 000 m | 6e en demi-finale, éliminés 6e en demi-finale, éliminés |
| Philippe Colin Cyrille Carré      | K2 1 000 m         | 7e en finale                                            |
| Sébastien Jouve Vincent Lecrubier | K2 500 m           | 7ede la finale                                          |
| Arnaud Hybois                     | K1 500 m           | 5e en demi-finale, éliminé                              |
| Marie Delattre Anne-Laure Viard   | K2 500 m           | Médaillées de bronze                                    |

### Cyclisme
Avec six médailles au total (2 d'or, 3 d'argent et une bronze), l'équipe de France de cyclisme réalise son meilleur bilan depuis les Jeux olympiques de 2000.

#### Route
Meilleur coureur français en 2008 avec sept victoires et triple champion de France du contre-la-montre, Sylvain Chavanel a décliné la sélection olympique. En son absence, aucun coureur n'a été désigné pour participer à l'épreuve chronométrée. La France n'est donc pas représentée sur cette compétition.
La sélection féminine, annoncée après les championnats de France, a été contestée par Edwige Pitel, non-retenue. Son recours a été débouté par le CNOSF,. Présente depuis que le cyclisme féminin y a été introduit en 1984, Jeannie Longo participe à ses septièmes Jeux Olympiques. Elle obtient la seule place de finaliste du cyclisme sur route français en s'adjugeant la quatrième place du contre-la-montre.
| Nom              | Discipline      | Résultat |
| Cyril Dessel     | Course en ligne | abandon  |
| Pierrick Fédrigo | Course en ligne | abandon  |
| Rémi Pauriol     | Course en ligne | 34e      |
| Jérôme Pineau    | Course en ligne | 14e      |
| Pierre Rolland   | Course en ligne | abandon  |

| Nom                      | Discipline       | Résultat |
| Jeannie Longo-Ciprelli   | Course en ligne  | 24e      |
| Jeannie Longo-Ciprelli   | Contre-la-montre | 4e       |
| Maryline Salvetat        | Course en ligne  | 14e      |
| Maryline Salvetat        | Contre-la-montre | 20e      |
| Christel Ferrier-Bruneau | Course en ligne  | 13e      |

#### Piste

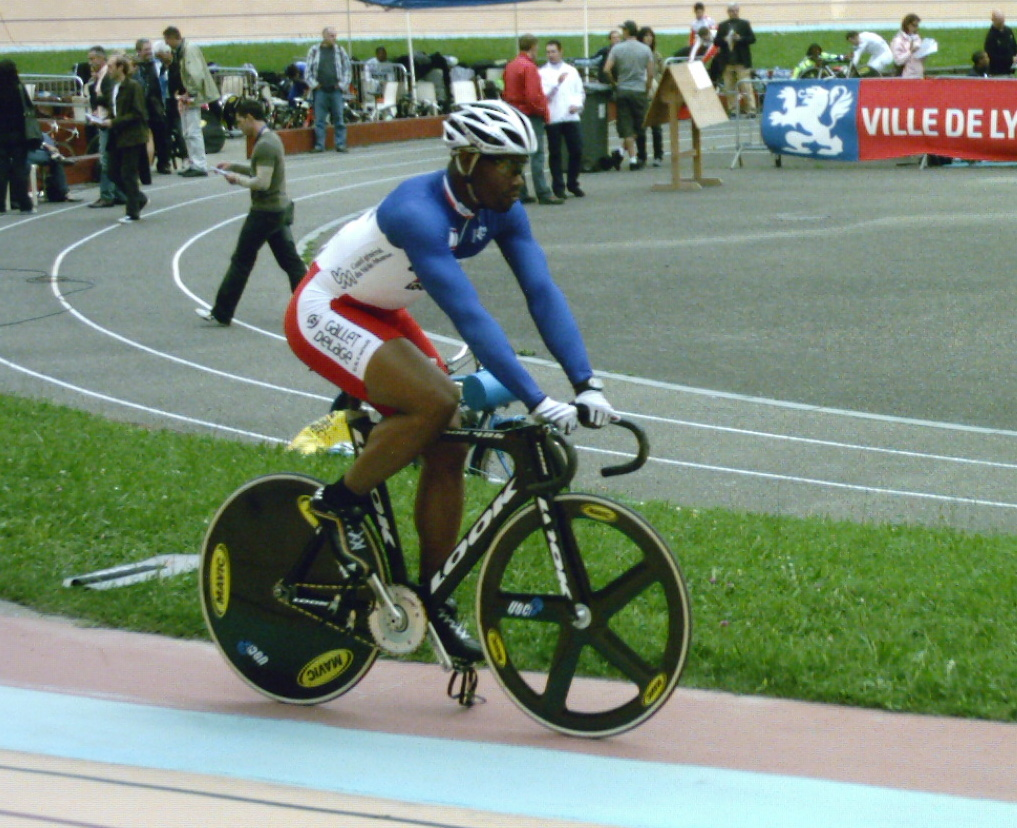
Grégory Baugé médaillé d'argent en vitesse par équipes

La France obtient la totalité des quotas de participation aux Jeux olympiques en fonction du classement UCI du 30 mars 2008. Onze hommes et deux femmes participent aux épreuves de cyclisme sur piste. À Pékin, l'équipe de France remporte deux médailles au total : l'argent pour la vitesse par équipes (Grégory Baugé, Kévin Sireau et Arnaud Tournant), et le bronze pour Mickaël Bourgain dans l'épreuve de vitesse individuelle. Ce résultat est identique à celui obtenu quatre ans plus tôt à Athènes.
| Nom                                                                                                   | Épreuve               | Résultat                    |
| --- | --------------------- | --------------------------- |
| Hommes                                                                                                |                       |                             |
| Grégory Baugé                                                                                         | Keirin                | 7e place                    |
| Mickaël Bourgain                                                                                      | Vitesse               | Médaillé de bronze          |
| Christophe Riblon                                                                                     | Course aux points     | 21e place                   |
| Kévin Sireau                                                                                          | Vitesse               | éliminé en quart de finale  |
| Arnaud Tournant                                                                                       | Keirin                | 6e place                    |
| Matthieu Ladagnous Jérôme Neuville                                                                    | Américaine            | 7e place                    |
| Damien Gaudin Matthieu Ladagnous Christophe Riblon Nicolas Rousseau                                   | Poursuite par équipes | éliminés en demi-finale     |
| Grégory Baugé Kévin Sireau Arnaud Tournant Mickaël Bourgain (remplaçant) François Pervis (remplaçant) | Vitesse par équipes   | Médaillés d'argent          |
| Femmes                                                                                                |                       |                             |
| Clara Sanchez                                                                                         | Vitesse               | éliminée en quart de finale |
| Pascale Jeuland                                                                                       | Course aux points     | 7e place finale             |

#### VTT
La France obtient 4 quotas de participation aux Jeux au vu du classement UCI du 31 décembre 2007. La Fédération française de cyclisme présente sa sélection à l'issue des Championnats du monde de VTT de Val di Sole le 21 juin 2008.
À Pékin, l'équipe de France remporte deux médailles. Julien Absalon décroche son deuxième titre olympique consécutif en cross-country. Il devance un autre français, Jean-Christophe Péraud, de plus d'une minute.
| Athlète                | Catégorie | Résultat          |
| ---------------------- | --------- | ----------------- |
| Laurence Leboucher     | Femmes    | 17e               |
| Julien Absalon         | Hommes    | Médaillé d'or     |
| Jean-Christophe Péraud | Hommes    | Médaillé d'argent |
| Cédric Ravanel         | Hommes    | 14e               |

#### BMX
La France occupe la tête du classement international féminin UCI au 31 mai 2008. Elle peut donc aligner deux concurrentes sur l'épreuve. Deux quotas masculins sont également attribués, la France se situant au 6e rang du classement UCI.
Pour la première apparition du BMX aux Jeux olympiques, la Française Anne-Caroline Chausson remporte l'épreuve individuelle féminine. Elle devance Laëtitia Le Corguillé, l'autre engagée française, qui obtient la médaille d'argent.
| Nom           | Épreuve    | Résultat                   |
| ------------- | ---------- | -------------------------- |
| Thomas Allier | Individuel | éliminé en quart de finale |
| Damien Godet  | Individuel | 8e place en finale (chute) |

| Nom                    | Épreuve    | Résultat                      |
| ---------------------- | ---------- | ----------------------------- |
| Laëtitia Le Corguillé  | Individuel | Médaillée d'argent (38 s 042) |
| Anne-Caroline Chausson | Individuel | Médaillée d'or (35 s 976)     |

### Équitation
L'équipe de France de Concours complet s'est qualifiée après les Championnats d'Europe 2007.
| Cavalier                                        | Cheval                                            | Épreuve                      | Résultat                        |
| ----------------------------------------------- | ------------------------------------------------- | ---------------------------- | ------------------------------- |
| Jean-Renaud Adde                                | Haston d'Elpegère                                 | Concours complet individuel  | éliminé après une chute         |
| Didier Dhennin                                  | Ismène du Temple                                  | Concours complet individuel  | 6e place                        |
| Nicolas Touzaint                                | Galan de Sauvagère                                | Concours complet individuel  | Forfait pour blessure du cheval |
| Eric Vigeanel                                   | Coronado Prior                                    | Concours complet individuel  | 20e place                       |
| Jean-Renaud Adde Didier Dhennin Eric Vigeanel   | Ismène du Temple Coronado Prior Haston d'Elpegère | Concours complet par équipes | 11e place                       |
| Julia Chevanne-Gimel                            |                                                   | Dressage individuel          | 32e place                       |
| Marc Boblet                                     |                                                   | Dressage individuel          | 21e place                       |
| Hubert Perring                                  |                                                   | Dressage individuel          | 25e place                       |
| Julia Chevanne-Gimel Karen Tebar Hubert Perring |                                                   | Dressage par équipes         | 7e place                        |

### Escrime

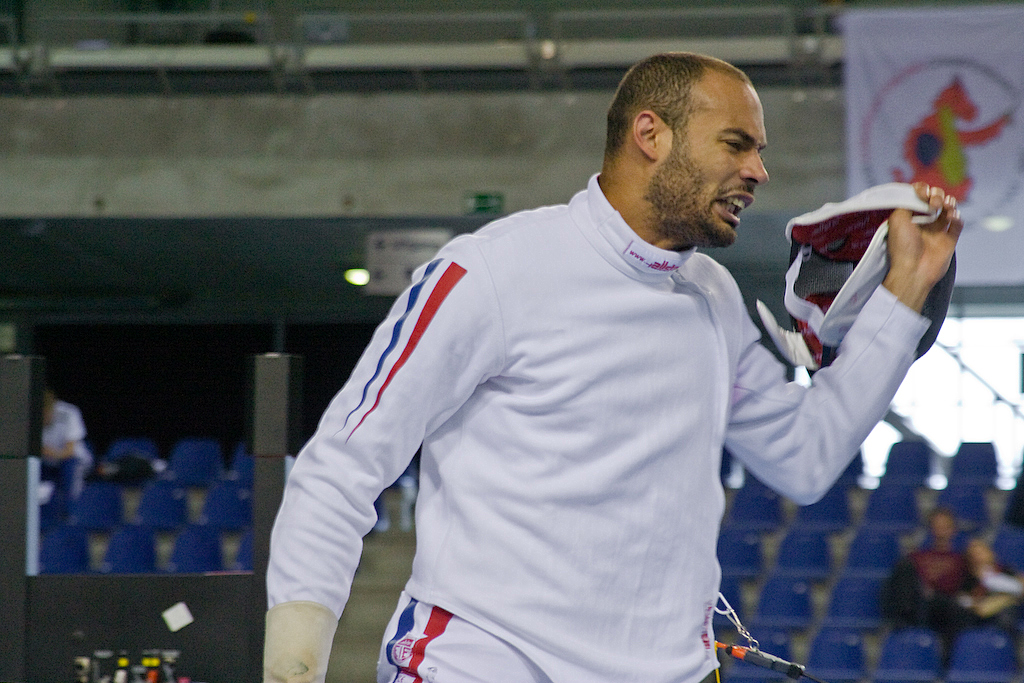
Fabrice Jeannet remporte deux médailles lors des Jeux de Pékin

Les équipes masculines et féminines de sabre, ainsi que l'équipe masculine d'épée sont qualifiées pour les Jeux de Pékin au vu de leur première place au classement de la FIE au 30 mars 2008. Elle qualifie automatiquement les tireurs individuels de chaque arme. Par ailleurs, la France compte sur trois représentants au fleuret (2 hommes et une femme) et deux représentantes à l'épée.
A Pékin, l'équipe de France d'escrime remporte au total 4 médailles, dont deux d'or obtenues dans les épreuves par équipes (épée et sabre masculin). Titrés par équipes, Fabrice Jeannet à l'épée et Nicolas Lopez au sabre, remportent une médaille d'argent supplémentaire en individuel.
| Nom                                            | Épreuve            | Résultat                    |
| ---------------------------------------------- | ------------------ | --------------------------- |
| Jérôme Jeannet                                 | épée individuelle  | éliminé en 1/8 de finale    |
| Fabrice Jeannet                                | épée individuelle  | Médaillé d'argent           |
| Ullrich Robeiri                                | épée individuelle  | éliminé en 1/8 de finale    |
| Nicolas Lopez                                  | sabre individuel   | Médaillé d'argent           |
| Julien Pillet                                  | sabre individuel   | 4e                          |
| Boris Sanson                                   | sabre individuel   | éliminé en 1/8 de finale    |
| Erwann Le Péchoux                              | fleuret individuel | éliminé en quarts de finale |
| Brice Guyart                                   | fleuret individuel | éliminé en 1/8 de finale    |
| Jérôme Jeannet Fabrice Jeannet Ullrich Robeiri | épée par équipes   | Médaillés d'or              |
| Nicolas Lopez Julien Pillet Boris Sanson       | sabre par équipes  | Médaillés d'or              |
| Jean-Michel Lucenay                            | remplaçant épée    | -                           |
| Vincent Anstett                                | remplaçant sabre   | -                           |

| Nom                                          | Épreuve            | Résultat                     |
| -------------------------------------------- | ------------------ | ---------------------------- |
| Léonore Perrus                               | sabre individuel   | éliminée en 1/16 de finale   |
| Anne-Lise Touya                              | sabre individuel   | éliminée en 1/16 de finale   |
| Carole Vergne                                | sabre individuel   | éliminée en 1/16 de finale   |
| Laura Flessel                                | épée individuelle  | éliminée en quarts de finale |
| Hajnalka Kiraly-Picot                        | épée individuelle  | éliminée en 1/8 de finale    |
| Corinne Maitrejean                           | fleuret individuel | éliminée en 1/8 de finale    |
| Léonore Perrus Anne-Lise Touya Carole Vergne | sabre par équipes  | 4e                           |
| Solenne Mary                                 | remplaçante sabre  | -                            |

### Football
L'équipe de France espoir ne s'est pas qualifiée pour les Championnats d'Europe de football Espoirs 2007, et n'ira pas aux Jeux olympiques.
L'équipe féminine est absente car elle n'a pas participé à la Coupe du monde 2007, épreuve servant de qualification pour les pays européens.

### Gymnastique
À l'issue des Championnats du monde de gymnastique 2007 disputés à Stuttgart, les équipes masculines et féminines sont qualifiées pour les Jeux olympiques et peuvent donc participer à toutes les épreuves de gymnastique. La sélection est annoncée le 15 juin 2008. Elle est composée de six gymnastes masculins et six gymnastes féminines. Le 21 juillet, Thomas Bouhail remplace le titulaire Pierre-Yves Bény, blessé à la main droite. Aucun gymnaste français n'est en revanche sélectionné dans la discipline de la gymnastique rythmique, alors qu'un gymnaste français est présent en trampoline.
A Pékin, la France obtient deux médailles. Au concours général individuel, Benoît Caranobe remporte la médaille de bronze. Au saut de cheval, Thomas Bouhail décroche la médaille d'argent.
| Sportifs                 | Discipline                   | Résultat           |
| ------------------------ | ---------------------------- | ------------------ |
| Équipe de France         | concours général par équipes | 7e place           |
| Thomas Bouhail           | saut de cheval               | Médaillé d'argent  |
| Benoît Caranobe          | concours général             | Médaillé de bronze |
| Yann Cucherat            | barre fixe                   | 8e place           |
| Gaël Da Silva            |                              |                    |
| Dimitri Karbanenko       |                              |                    |
| Danny Pinheiro Rodrigues |                              |                    |
| Grégoire Pennes          | trampoline                   | 12e place          |

| Sportives       | Discipline | Résultat |
| --------------- | ---------- | -------- |
| Marine Debauve  |            |          |
| Laetitia Dugain |            |          |
| Kathleen Lindor |            |          |
| Pauline Morel   |            |          |
| Marine Petit    |            |          |
| Cassy Vericel   |            |          |

### Haltérophilie
La France a quatre participants à cette compétition internationale. Le staff est emmené par Franck Collinot.

### Hommes
Chez les hommes, Vencelas Dabaya obtient la médaille d'argent en moins de 69 kg. Il tente d'ailleurs 
la première place avec une barre à 197 kg. 
Le plus jeune de l'équipe, Jean-Baptiste Bardis prend la quatorzienne place en moins de 77 kg avec 156 kg à l'arraché et 173 kg à l'épaulé-jeté.
Benjamin Hennequin termine sixième en -85 kg. Anecdote : après avoir validé son deuxième épaulé-jeté à 201 kg, il exulte sur le plateau et perd connaissance. Il tombe sur le plateau de compétition. Quelques minutes plus tard, il revient pour réaliser son troisième essai comme si de rien n'était.
| Sportifs           | Discipline | Résultat          |
| ------------------ | ---------- | ----------------- |
| Vencelas Dabaya    | -69 kg     | Médaillé d'argent |
| Giovanni Bardis    | -77 kg     | 14e               |
| Benjamin Hennequin | -85 kg     | 6e                |

### Femmes
Mélanie Noël est la seule représentante féminine pour la France. Elle se classe septième en moins de 48 kg.
| Sportives    | Discipline | Résultat |
| ------------ | ---------- | -------- |
| Mélanie Noël | -48 kg     | 7e       |

### Handball

#### Hommes

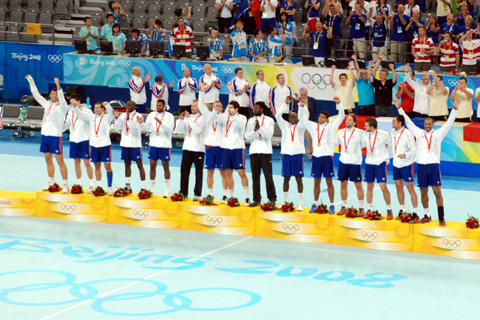
L'équipe de France de handball sur la plus haute marche du podium

Troisième de l'Euro 2008, l'équipe de France masculine obtient l'organisation d'un tournoi de qualification olympique organisé entre le 30 mai et le 1er juin 2008 à Paris. Vainqueur de ses trois rencontres contre l'Espagne, la Norvège et la Tunisie, la France remporte ce tournoi et la qualification pour les Jeux olympiques.
La sélection finale a été donnée par le sélectionneur national Claude Onesta le 20 juillet à l'issue d'un tournoi de préparation en Russie. Onesta a désigné les 14 titulaires, se réservant le droit de donner le nom du remplaçant plus tard.
Jérôme Fernandez est victime d’une fracture du troisième métacarpe de la main droite lors du 3e match de l'équipe de France contre la Croatie, il doit déclarer forfait pour la suite du tournoi. Il est remplacé par Cédric Paty.
L'équipe de France masculine « les Experts » remporte le titre olympique en étant invaincue pendant la compétition.
Sélection
| Poste           | Noms |
| --------------- | --- |
| Gardiens de but | Daouda Karaboué, Thierry Omeyer                                                                              |
| Arrières        | Joël Abati, Cédric Burdet, Jérôme Fernandez, Guillaume Gille, Nikola Karabatic, Daniel Narcisse, Cédric Paty |
| Pivots          | Didier Dinart, Bertrand Gille, Christophe Kempé                                                              |
| Ailiers         | Luc Abalo, Olivier Girault, Michaël Guigou                                                                   |

Résultats
Phase de groupe
| 10 août | France  | 34 | 26 | Brésil  |
| 12 août | Chine   | 19 | 33 | France  |
| 14 août | France  | 23 | 19 | Croatie |
| 16 août | France  | 28 | 21 | Espagne |
| 18 août | Pologne | 30 | 30 | France  |

Phase finale
Quart de finale
| 20 août | France | 27 | 24 | Russie |

En quarts de finale, la France bat la Russie par 27 à 24. 
Elle prend sa revanche contre l'équipe russe, les deux équipes s'étaient en effet affrontées aussi en quarts de finale lors des Jeux de 2004 et la Russie l'avait remporté par 26 à 24.
Demi-finale
| 22 août | France | 25 | 23 | Croatie |

En demi-finale, la France bat la Croatie par 25 à 23 et se qualifie pour la finale.
Finale
| 24 août | France | 28 | 23 | Islande |

La France remporte le titre olympique pour la première fois de son histoire.

#### Femmes
Grâce à sa 5e place lors du championnat du monde 2007, l'équipe de France féminine a obtenu l'organisation d'un tournoi de qualification olympique qui se tient en mars 2008 à Nîmes. Confrontées à la Corée du Sud, au Congo et à la Côte d'Ivoire, les Françaises remportent deux matchs et font un match nul, ce qui leur permet de remporter ce tournoi et la qualification pour le tournoi olympique.
La sélection française a été donnée le 17 juillet par le sélectionneur national Olivier Krumbholz.
Sélection
| Poste             | Noms                                                                                       |
| ----------------- | ------------------------------------------------------------------------------------------ |
| Gardiennes de but | Valérie Nicolas, Amandine Leynaud                                                          |
| Arrières          | Camille Ayglon, Alexandra Lacrabère, Mariama Signaté, Sophie Herbrecht, Christine Vanparys |
| Pivots            | Isabelle Wendling, Véronique Pecqueux-Rolland, Nina Kanto                                  |
| Ailières          | Paule Baudouin, Stéphanie Cano, Raphaëlle Tervel, Maakan Tounkara                          |
| Remplaçante       | Allison Pineau                                                                             |

Résultats
Phase de groupe
| 9 août  | France     | 32 | 21 | Angola  |
| 11 août | Kazakhstan | 18 | 21 | France  |
| 13 août | Roumanie   | 34 | 26 | France  |
| 15 août | France     | 24 | 34 | Norvège |
| 17 août | France     | 18 | 21 | Chine   |

Quart de finale
| 19 août | France | 31 | 32ap | Russie |

L'équipe de France est battue en quart de finale par l'équipe de Russie sur le score de 32 à 31, à l'issue d'un match à suspense avec deux prolongations
Matchs de classement
| 21 août | France | 36 | 34a2p | Roumanie |
| 23 août | France | 31 | 23    | Chine    |

En matchs de classement, la France bat la Roumanie par 36 à 34 après deux prolongations, puis la Chine par 31 à 23. L'équipe de France termine 5e de la compétition féminine de handball.

### Hockey sur gazon
Aucune équipe nationale n'est parvenue à se qualifier. Les hommes ont abandonné leur dernière chance de participer aux jeux après le tournoi de qualification olympique organisé du 2 au 10 février 2008 en Nouvelle-Zélande. Idem pour les femmes éliminées à l'issue du tournoi de qualification olympique tenu en Russie entre le 19 et le 27 avril 2008.

### Judo
Si la France était parvenue à décrocher 14 quotas en 2004, elle n'en a cette fois obtenu que 13, aucun homme n'étant parvenu à se qualifier en moins de 73 kg. Dès les championnats du monde 2007, les Français ont décroché 7 quotas qualificatifs. Les autres judokas passent par une série de tournois pour obtenir les derniers quotas en jeu. Une première sélection officielle est annoncée le 18 avril 2008 par la DTN Brigitte Deydier. Si l'équipe féminine est entièrement désignée, deux places restent cependant à attribuer chez les hommes. Après une compétition interne, Dimitri Dragin et Benjamin Darbelet sont finalement sélectionnés.
Total13 représentants, 7 femmes et 6 hommes.
|        | Catégorie       | Judoka                   | Parcours                                                                   | Classement final   |
| ------ | --------------- | ------------------------ | -------------------------------------------------------------------------- | ------------------ |
| Femmes | Moins de 48 kg  | Frédérique Jossinet      | Battue dès le premier tour, non repêchée                                   | Non-classée        |
| Femmes | Moins de 52 kg  | Audrey La Rizza          | Battue dès le premier tour, non repêchée                                   | Non-classée        |
| Femmes | Moins de 57 kg  | Barbara Harel            | Battue en finale de tableau, battue lors du combat pour la troisième place | 5e place           |
| Femmes | Moins de 63 kg  | Lucie Décosse            | Battue en finale                                                           | Médaille d'argent  |
| Femmes | Moins de 70 kg  | Gévrise Émane            | Battue dès le premier tour, non repêchée                                   | Non-classée        |
| Femmes | Moins de 78 kg  | Stéphanie Possamaï       | Battue dès le premier tour, repêchée                                       | Médaille de bronze |
| Femmes | Plus de 78 kg   | Anne-Sophie Mondière     |                                                                            | 7e place           |
| Hommes | Moins de 60 kg  | Dimitri Dragin           | Battu en finale de tableau, battu lors du combat pour la troisième place   | 5e place           |
| Hommes | Moins de 66 kg  | Benjamin Darbelet        | Battu en finale                                                            | Médaille d'argent  |
| Hommes | Moins de 81 kg  | Anthony Rodriguez        | Battu dès le premier tour, non repêché                                     | Non-classé         |
| Hommes | Moins de 90 kg  | Yves-Matthieu Dafreville | Battu en finale de tableau, battu lors du combat pour la troisième place   | 5e place           |
| Hommes | Moins de 100 kg | Frédéric Demontfaucon    | Battu dès le premier tour, non repêché                                     | Non-classé         |
| Hommes | Plus de 100 kg  | Teddy Riner              | Battu en quarts de finale                                                  | Médaille de bronze |

### Lutte

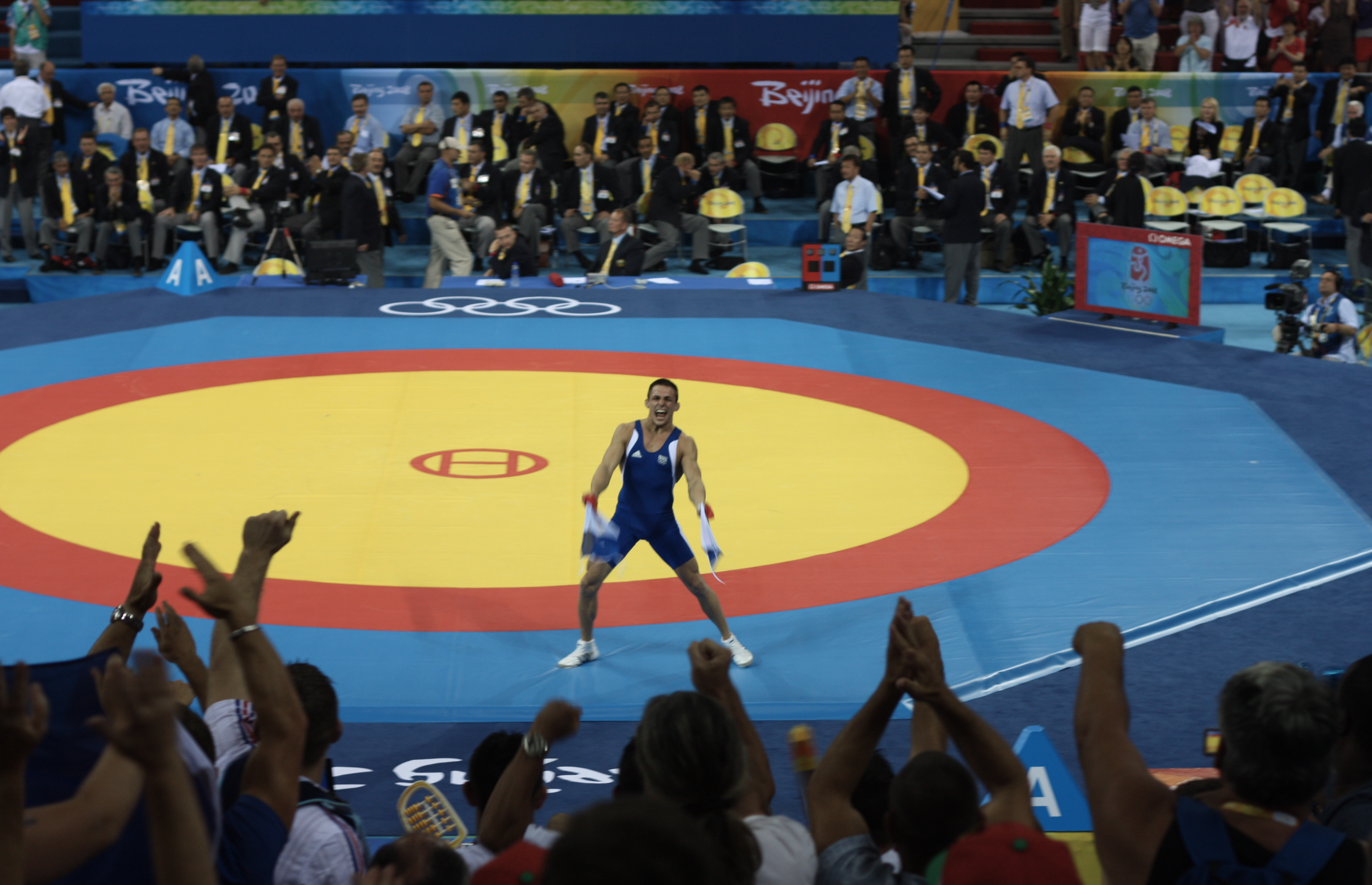
Steeve Guenot après sa victoire en finale

Neuf lutteurs français se qualifient pour les Jeux olympiques de Pékin (6 hommes et 3 femmes). Steeve Guenot remporte la première médaille d'or de la discipline pour la France depuis 72 ans. Il s'impose dans la catégorie des 66 kg en greco-romaine. Son frère Christophe décroche quelques minutes plus tard la médaille de bronze des 74 kg. Ce bilan de deux médailles est la meilleure performance de la lutte française réalisée lors de Jeux olympiques.
| Nom                 | Épreuve                    | Résultat                                        |
| ------------------- | -------------------------- | ----------------------------------------------- |
| Vincent Aka Akesse  | Lutte Libre 96 kg          | éliminé en qualifications                       |
| Sébastien Hidalgo   | Lutte Gréco-Romaine 60 kg  | éliminé en qualifications                       |
| Steeve Guenot       | Lutte Gréco-Romaine 66 kg  | Médaillé d'or                                   |
| Christophe Guenot   | Lutte Gréco-Romaine 74 kg  | Médaillé de bronze                              |
| Mélonin Noumonvi    | Lutte Gréco-Romaine 84 kg  | 5e, battu lors du match pour la troisième place |
| Yannick Szczepaniak | Lutte Gréco-Romaine 120 kg | Médaillé de bronze                              |

| Nom                       | Épreuve           | Résultat                                         |
| ------------------------- | ----------------- | ------------------------------------------------ |
| Vanessa Boubryemm         | Lutte Libre 48 kg | battue en quarts de finale                       |
| Lise Legrand              | Lutte Libre 63 kg | 5e, battue lors du match pour la troisième place |
| Audrey Prieto Bokhashvili | Lutte Libre 72 kg | battue en huitièmes de finale                    |

### Natation
À l'issue des championnats de France de natation 2008 disputés à Dunkerque, 33 nageurs français ont validé leur billet pour les Jeux olympiques. Les quotas de participation ont été attribués en fonction des minima chronométriques établis par la FINA. La Fédération française de natation a ensuite exigé que ces minima soient répétés lors des championnats de France disputés du 20 au 27 avril 2008.
À Pékin, les nageurs français remportent 6 médailles au total, 1 d'or, 2 d'argent et 3 de bronze, soit le même bilan que celui réalisé aux Jeux olympiques d'Athènes. Alain Bernard s'adjuge le titre olympique du 100 m nage libre, la médaille d'argent du relais 4 × 100 m nage libre avec ses coéquipiers Frédérick Bousquet, Fabien Gilot et Amaury Leveaux, et la médaille de bronze sur 50 m nage libre. Sur cette dernière course, Amaury Leveaux remporte la médaille d'argent. Enfin, Hugues Duboscq décroche deux médailles de bronze en brasse (100 m et 200 m). Côté féminin, aucune médaille n'est remportée par l'équipe de France.
| Nom                                                                                        | Épreuve                 | Résultat                                              |
| ------------------------------------------------------------------------------------------ | ----------------------- | ----------------------------------------------------- |
| Alain Bernard                                                                              | 50 m nage libre         | Médaillé de bronze · (21 s 49 en finale)              |
| Alain Bernard                                                                              | 100 m nage libre        | Médaillé d'or · (47 s 21 en finale)                   |
| Frédérick Bousquet                                                                         | 100 m papillon          | 8e en demi-finale, éliminé (52 s 94 en demi-finale)   |
| Hugues Duboscq                                                                             | 100 m brasse            | Médaillé de bronze · (59 s 67 en finale)              |
| Hugues Duboscq                                                                             | 200 m brasse            | Médaillé de bronze · (2 min 08 s 94 en finale)        |
| Simon Dufour                                                                               | 200 m dos               | Éliminé en séries 34e temps (2 min 02 s 00 en séries) |
| Fabien Gilot                                                                               | 100 m nage libre        |                                                       |
| Pierre Henri                                                                               | 400 m 4 nages           |                                                       |
| Christophe Lebon                                                                           | 100 m papillon          |                                                       |
| Christophe Lebon                                                                           | 200 m papillon          |                                                       |
| Amaury Leveaux                                                                             | 50 m nage libre         | Médaillé d'argent · (21 s 45 en finale)               |
| Amaury Leveaux                                                                             | 200 m nage libre        |                                                       |
| Julien Nicolardot                                                                          | 200 m brasse            |                                                       |
| Pierre Roger                                                                               | 200 m dos               |                                                       |
| Gilles Rondy                                                                               | 10 km nage en eau libre |                                                       |
| Nicolas Rostoucher                                                                         | 400 m nage libre        | Éliminé en séries (3 min 47 s 15)                     |
| Nicolas Rostoucher                                                                         | 1 500 m nage libre      | Éliminé en séries (15 min 00 s 58)                    |
| Sébastien Rouault                                                                          | 400 m nage libre        | Éliminé en séries (3 min 48 s 84)                     |
| Sébastien Rouault                                                                          | 1 500 m nage libre      | Éliminé en séries (15 min 21 s 14)                    |
| Alain Bernard Frédérick Bousquet Fabien Gilot Amaury Leveaux Grégory Mallet Boris Steimetz | 4 × 100 m nage libre    | Médaillés d'argent · (3 min 07 s 32 en finale)        |
| Clément Lefert Sébastien Bodet Matthieu Madelaine Amaury Leveaux                           | 4 × 200 m nage libre    | Éliminés en séries                                    |
| Christophe Lebon Hugues Duboscq Boris Steimetz Benjamin Stasiulis                          | 4 × 100 m 4 nages       | Éliminés en séries                                    |

| Nom                                                                                                | Épreuve                 | Résultat               |
| -------------------------------------------------------------------------------------------------- | ----------------------- | ---------------------- |
| Joanne Andraca                                                                                     | 400 m 4 nages           | Éliminée en séries     |
| Coralie Balmy                                                                                      | 400 m nage libre        | 4e place               |
| Coralie Balmy                                                                                      | 800 m nage libre        | Éliminée en séries     |
| Alexiane Castel                                                                                    | 100 m dos               | Éliminée en séries     |
| Alexiane Castel                                                                                    | 200 m dos               | Éliminée en 1/2 finale |
| Céline Couderc                                                                                     | 50 m nage libre         | Éliminée en séries     |
| Sophie de Ronchi                                                                                   | 200 m brasse            | Éliminée en séries     |
| Ophélie-Cyrielle Étienne                                                                           | 200 m nage libre        | 8e place               |
| Sophie Huber                                                                                       | 800 m nage libre        | Éliminée en séries     |
| Laure Manaudou                                                                                     | 100 m dos               | 7e place               |
| Laure Manaudou                                                                                     | 200 m dos               | Éliminée en 1/2 finale |
| Laure Manaudou                                                                                     | 400 m nage libre        | 8e place               |
| Malia Metella                                                                                      | 100 m nage libre        | Éliminée en 1/2 finale |
| Malia Metella                                                                                      | 50 m nage libre         | Éliminée en 1/2 finale |
| Aurore Mongel                                                                                      | 100 m papillon          | Éliminée en 1/2 finale |
| Aurore Mongel                                                                                      | 200 m nage libre        | Éliminée en 1/2 finale |
| Aurore Mongel                                                                                      | 200 m papillon          | 6e place               |
| Camille Muffat                                                                                     | 200 m 4 nages           | Éliminée en 1/2 finale |
| Camille Muffat                                                                                     | 400 m 4 nages           | Éliminée en séries     |
| Aurélie Muller                                                                                     | 10 km nage en eau libre | 21e place              |
| Alena Popchanka                                                                                    | 100 m nage libre        | Éliminée en séries     |
| Alena Popchanka                                                                                    | 100 m papillon          | Éliminée en 1/2 finale |
| Magali Rousseau                                                                                    | 200 m papillon          | Éliminée en séries     |
| Cylia Vabre                                                                                        | 200 m 4 nages           | Éliminée en séries     |
| Céline Couderc Sophie de Ronchi Ophélie-Cyrielle Étienne Malia Metella Alena Popchanka             | 4 × 100 m nage libre    | 6e place               |
| Coralie Balmy Céline Couderc Ophélie-Cyrielle Étienne Aurore Mongel Camille Muffat Alena Popchanka | 4 × 200 m nage libre    | 5e place               |
| Alexiane Castel Sophie de Ronchi Aurore Mongel Alena Popchanka                                     | 4 × 100 m 4 nages       | Éliminées en séries    |

#### Nage en eau libre
Gilles Rondy chez les hommes et Aurélie Muller chez les femmes se sont qualifiés à l'occasion des championnats du monde de nage en eau libre 2008 organisés à Séville.

### Natation synchronisée
- Duo
  - Apolline Dreyfuss
  - Lila Meesseman-Bakir

### Plongeon
- Haut vol féminin :
  - Claire Febvay
  - Audrey Labeau

### Pentathlon moderne
| Sportifs            | Discipline | Résultat         |
| ------------------- | ---------- | ---------------- |
| Jean-Maxence Berrou | Individuel | 21e place finale |
| John Zakrewski      | Individuel | 34e place finale |

| Sportives   | Discipline | Résultat        |
| ----------- | ---------- | --------------- |
| Amélie Cazé | Individuel | 9e place finale |

### Softball
L'équipe de France ne s'est pas qualifiée.

### Taekwondo
Pascal Gentil a annoncé le mercredi 6 août qu'il ne participerait pas aux Jeux olympiques de Pékin pour cause de blessure. En effet le double médaillé olympique de bronze (2000 et 2004) est blessé après une rupture partielle de l'aponévrose plantaire du pied droit lors d'un entraînement le 25 juillet 2008.
| Sportifs      | Discipline | Résultat                |
| ------------- | ---------- | ----------------------- |
| Mickaël Borot | + de 80 kg | Éliminé au premier tour |

| Sportives       | Discipline | Résultat            |
| --------------- | ---------- | ------------------- |
| Gwladys Épangue | + de 67 kg | Médaillée de bronze |

### Tennis

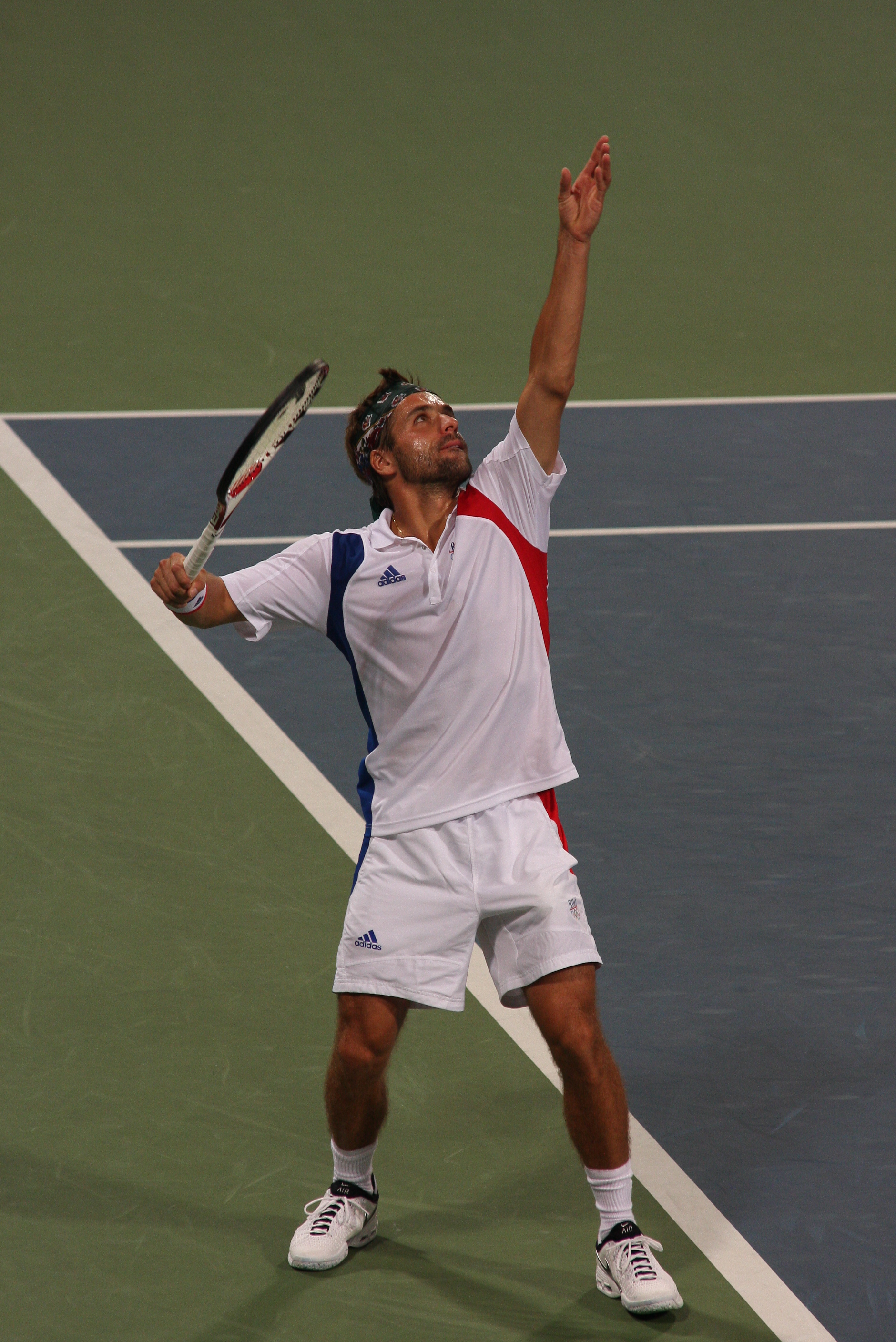
Arnaud Clément lors de la finale pour la troisième place du tournoi de double

La France obtient les quotas maximum de participants aux tournois olympiques. En simple messieurs, Gaël Monfils et Michaël Llodra remplacent respectivement Richard Gasquet et Jo-Wilfried Tsonga, forfaits. En simple dames, Pauline Parmentier est la dernière joueuse sélectionnée à la suite de la blessure de Mary Pierce et au refus de sélection d'Amélie Mauresmo.
Aucune médaille n'est remportée par la France. La paire Arnaud Clément et Michaël Llodra échoue au pied du podium, un jour après avoir perdu un match de près de cinq heures en demi-finale (17-19 au troisième set).
| Nom                           | Épreuve          | Résultat                                     |
| ----------------------------- | ---------------- | -------------------------------------------- |
| Paul-Henri Mathieu            | Simple messieurs | éliminé en quart de finale                   |
| Gilles Simon                  | Simple messieurs | éliminé en 1/8 de finale                     |
| Gaël Monfils                  | Simple messieurs | éliminé en quart de finale                   |
| Michaël Llodra                | Simple messieurs | éliminé en 1/16 de finale                    |
| Gilles Simon Gaël Monfils     | Double messieurs | éliminés en 1/16 de finale                   |
| Arnaud Clément Michaël Llodra | Double messieurs | battus lors du match pour la troisième place |

| Nom                                | Épreuve      | Résultat                    |
| ---------------------------------- | ------------ | --------------------------- |
| Alizé Cornet                       | Simple dames | éliminée en 1/8 de finale   |
| Tatiana Golovin                    | Simple dames | Forfait                     |
| Virginie Razzano                   | Simple dames | éliminée en 1/16 de finale  |
| Pauline Parmentier                 | Simple dames | éliminée en 1/32 de finale  |
| Alizé Cornet Virginie Razzano      | Double dames | éliminées en 1/16 de finale |
| Tatiana Golovin Pauline Parmentier | Double dames | Forfaits                    |

### Tennis de table
| Hommes - Patrick Chila (simple) - Damien Eloi (simple) - Christophe Legoût (simple) | Femmes - Yifang Xian (simple) |

### Tir

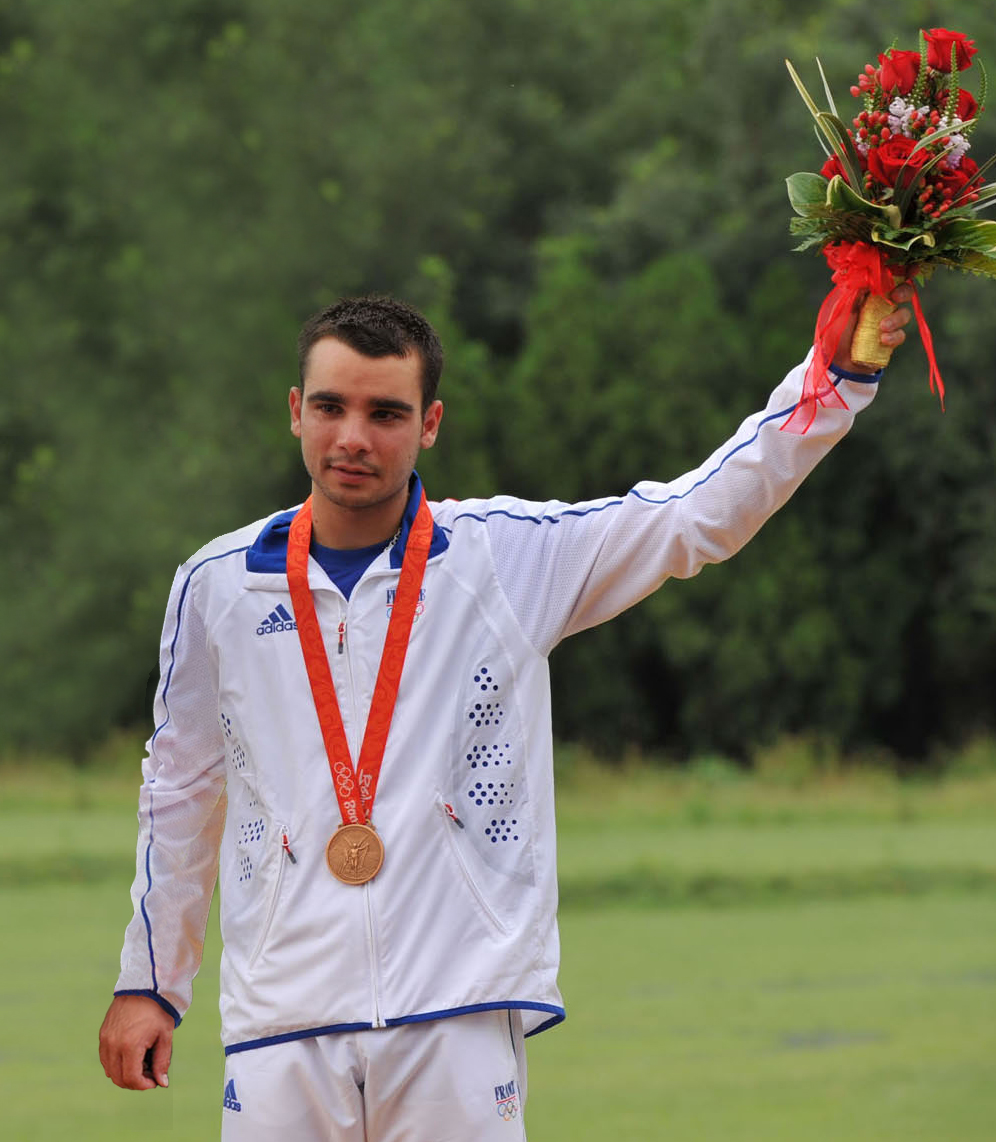
Anthony Terras, médaillé de bronze en skeet.

Treize tireurs français (7 hommes et six femmes) obtiennent leur billet qualificatif pour les Jeux, grâce à leurs résultats obtenus dans les différents championnats du monde et dans les épreuves de coupe du monde disputées depuis 2005. La sélection officielle est annoncée par la Fédération française de tir le 13 juin 2008.
À Pékin, Anthony Terras remporte la médaille de bronze du skeet olympique. Trois autres tireurs français se hissent en finale : Walter Lapeyre au pistolet 10 m, Valérian Sauveplane à la carabine 50 m 3 positions et 50 m couché et enfin Marie-Laure Gigon à la carabine 10 m.
| Sportifs            | Discipline                   | Résultat           |
| ------------------- | ---------------------------- | ------------------ |
| Stéphane Clamens    | fosse olympique              | 25e place          |
| Franck Dumoulin     | pistolet 10 m                | 25e place          |
| Franck Dumoulin     | pistolet 50 m                | 34e place          |
| Josselin Henry      | 10 m carabine à air comprimé | 40e place          |
| Josselin Henry      | Carabine 50 m 3 positions    | 41e place          |
| Josselin Henry      | Carabine 50 m couché         | 23e place          |
| Walter Lapeyre      | Pistolet 10 m                | 7e place           |
| Walter Lapeyre      | Pistolet 50 m                | 25e place          |
| Valérian Sauveplane | Carabine 50 m 3 positions    | 7e place           |
| Valérian Sauveplane | Carabine 50 m couché         | 6e place           |
| Anthony Terras      | skeet olympique              | Médaillé de bronze |
| Yves Tronc          | plateaux                     | 17e place          |

| Sportifs           | Discipline                   | Résultat  |
| ------------------ | ---------------------------- | --------- |
| Laurence Brize     | 10 m carabine à air comprimé | 19e place |
| Laurence Brize     | Carabine 50 m 3 positions    | 13e place |
| Marie-Laure Gigon  | 10 m carabine à air comprimé | 7e place  |
| Marie-Laure Gigon  | Carabine 50 m 3 positions    | 38e place |
| Véronique Girardet | skeet olympique              | 16e place |
| Delphine Racinet   | fosse olympique              | 13e place |
| Brigitte Roy       | pistolet 10 m                | 23e place |
| Brigitte Roy       | pistolet 25 m                | 15e place |
| Stéphanie Tirode   | pistolet 10 m                | 33e place |
| Stéphanie Tirode   | pistolet 25 m                | 22e place |

### Tir à l'arc
L'équipe de France féminine qui termine à la 8e place des Championnats du monde de tir à l'arc à Leipzig obtient trois quotas de participation individuels et un quota par équipe. Côté masculin, Romain Girouille décroche son billet pour Pékin en remportant le tournoi de qualification olympique de Vittel. Jean-Charles Valladont est le second sélectionné masculin.
À Pékin, l'équipe de France féminine (Virginie Arnold, Sophie Dodemont et Bérangère Schuh) remporte la médaille de bronze par équipes. Il s'agit de la première médaille en tir à l'arc depuis le titre de Sébastien Flute obtenu aux Jeux de Barcelone. Cette médaille est aussi la première remportée par la délégation française lors de ces Jeux de Pékin.
| Sportifs               | Discipline | Résultat  |
| ---------------------- | ---------- | --------- |
| Romain Girouille       | Individuel | 35e place |
| Jean-Charles Valladont | Individuel | 43e place |

| Sportifs                                        | Discipline  | Résultat            |
| ----------------------------------------------- | ----------- | ------------------- |
| Virginie Arnold                                 | Individuel  | 40e place           |
| Sophie Dodemont                                 | Individuel  | 37e place           |
| Bérangère Schuh                                 | Individuel  | 10e place           |
| Virginie Arnold Sophie Dodemont Bérangère Schuh | Par équipes | Médaillés de bronze |

### Triathlon
| Hommes - Frédéric Belaubre 10e - Tony Moulai Abandon - Laurent Vidal 36e | Femmes - Jessica Harrison 12e - Carole Péon 39e |

### Voile
| Athlètes                            | Discipline           | Résultat           |
| ----------------------------------- | -------------------- | ------------------ |
| Julien Bontemps                     | Planche à voile RS:X | Médaillé d'argent  |
| Jean-Baptiste Bernaz                | Laser                | 8e                 |
| Guillaume Florent                   | Finn                 | Médaillé de bronze |
| Nicolas Charbonnier Olivier Bausset | 470                  | Médaillé de bronze |
| Emmanuel Dyen Yann Rocherieux       | 49er                 | 10e                |
| Xavier Revil Christophe Espagnon    | Tornado              | 11e                |
| Xavier Rohart Pascal Rambeau        | Star                 | 6e                 |

| Athlètes                                        | Discipline           | Résultat |
| ----------------------------------------------- | -------------------- | -------- |
| Faustine Merret                                 | Planche à voile RS:X | 11e      |
| Sarah Steyaert                                  | Laser                | 5e       |
| Anne Le Helley Catherine Lepesant Julie Gerecht | Yngling              | 5e       |
| Ingrid Petitjean Gwendolyn Lemaitre             | 470                  | 11e      |

### Volley-ball
- En salle
  - L'équipe de France masculine battue 3 sets à 0 par la République tchèque en demi-finale du tournoi de pré-qualification olympique (à Evora) ne participe pas aux JO.
  - L'équipe de France féminine a terminé 4e sur 5 équipes d'un tournoi de pré-qualification olympique à Ankara et ne participe donc pas aux tours suivants et aux Jeux Olympiques.
- Beach-volley
  - Classement mondial au 21 juillet 2008

### Water-Polo
- Hommes

En septembre 2007, l'Équipe de France de water polo masculine termine 10e lors du tournoi qualificatif pour les Jeux olympiques d'été de 2008 à Pékin. Les poloïstes français ne sont pas qualifiés.
- Femmes

Championnes d'Europe B à Prague en juin 2007, les joueuses françaises avaient obtenu leur place pour le tournoi de qualification de Kirishi (Russie) en vue des JO de 2008. La France déclare cependant forfait, par décision de la fédération française.